# Falumúzeum (Iklad)
A falu közepén (Szabadság u. 127.) álló falumúzeum Iklad egyetlen múzeuma. A gyűjtemény szakmai munkáját a Galgamente falumúzeumait felügyelő aszódi Petőfi Múzeum ellenőrzi.

## Története
Az 1903-ban emelt lakóházban a kisparaszt Braun család több nemzedéke élt. Az épületet az önkormányzat megvásárolta és átalakította: a falumúzeum 1983 óta látogatható. 

## A kiállítás
Az berendezés eredeti: a látogatók a Braun család több nemzedéken át összegyűjtött bútorait és használati tárgyait tekinthetik meg. A kiállítás fő érdekessége a több száz, a szobákban és a konyhában kiállított festett tányér — ezek gyűjtése nagy divat volt Ikladon. 
Látogatható:
- április 1. – október 31. között:
  - szerda–péntek: 14–16 óra között,
  - szombat-vasárnap: 10–12 és 14–16 óra között;
- a téli időszakban bejelentkezés után.